# Sedliště, Frýdek-Místek
Sedliště là một làng thuộc huyện Frýdek-Místek, vùng Moravskoslezský, Cộng hòa Séc.